# Pav Gill
Pav Gill (Singapore, ...) è un avvocato singaporiano che è stato l'informatore che ha rivelato lo scandalo Wirecard, una delle più grandi frodi aziendali della storia.
Gill era l'ex responsabile legale con sede a Singapore per la regione Asia-Pacifico di Wirecard.

## Biografia
Nato a Singapore, Gill è figlio unico di una ragazza madre immigrata Sikh di prima generazione ed è cresciuto in case popolari. Ha frequentato la Victoria School e si è laureato in giurisprudenza presso l'Università Nazionale di Singapore nel 2008. Nel settembre 2017 è stato assunto da Wirecard come capo dell'ufficio legale per l'Asia-Pacifico, con responsabilità su undici nazioni nell'area. Durante il suo incarico ha lavorato a stretto contatto con i vertici aziendali e ha acquisito una conoscenza approfondita delle operazioni finanziarie dell’azienda. Gill ha raccolto prove documentali che dimostravano le irregolarità finanziarie. 
Nel maggio 2021, Pav Gill si è rivelato essere l’informatore chiave che ha fornito documenti al Financial Times, esponendo la frode finanziaria all’interno di Wirecard. Le sue rivelazioni hanno avuto un impatto significativo sulle indagini e hanno portato alla caduta dell’azienda. Gill ha affrontato intimidazioni e cospirazioni mentre cercava di far emergere la verità. Il documentario “Skandal!”, disponibile su Netflix, racconta la storia di come Dan McCrum, Pav Gill e il team del FT abbiano smascherato la frode di Wirecard. Nel settembre 2023 Gill ha fondato la piattaforma di segnalazione, Confide, per facilitare l'individuazione e la segnalazione di comportamenti scorretti nelle aziende.

## Premi
Gill ha ricevuto l'ACFE Cliff Robertson Sentinel Award e il Blueprint for Free Speech Special Recognition Award, per l'integrità e il coraggio nell'interesse pubblico.